# Гелен Хоанг
Гелен Хоанг (англ. Helen Hoang; нар. 1982) — псевдонім американської письменниці любовних романів, авторки дебютного роману-бестселера «Коефіцієнт поцілунку».

## Кар'єра
До публікації Хоанг писала паранормальні та фентезійні любовні романи з ухилом у бойові мистецтва. Вона стверджує, що писала з перервами близько десяти років, перш ніж вийшов роман «Коефіцієнт поцілунку». Хоанг каже, що письменниці, які найбільше вплинули на її власну творчість, це Джейн Енн Кренц, Крістін Фіган, Наліні Сінгх, Елізабет Ловелл, Сьюзен Елізабет Філліпс, Креслі Коул, Елоїза Джеймс, Джулія Квінн та Ліза Клейпас.
Перший роман Хоанг «Коефіцієнт поцілунку» вийшов у червні 2018 року. Роман розповідає про Стеллу, жінку з аутизмом, яка наймає працівницю ескорту, щоб дослідити близькість з іншими людьми. Хоанг стверджує, що спочатку хотіла написати гендерно переосмислену версію «Красуні», але застрягла, намагаючись зрозуміти, чому «успішна, красива жінка найняла б ескорт». Пізніше її усвідомлення того, що вона та її донька мають розлад аутичного спектра, стало основою для книжки.
У травні 2019 року видавництво Berkley опублікувало продовження під назвою «Випробування нареченої» про Есме, покоївку готелю, якій пропонують супроводжувати на весілля Хаї, хлопця з аутизмом, кузена Майкла з першої книжки у якого ніколи раніше не було дівчини. Хоанг каже, що вона хотіла підірвати шкідливі стереотипи, пов'язані з аутизмом, створивши  персонажа з аутизмом через головного героя Хаї, якого інші сприймають як холодного та безсердечного, хоча насправді це не так. Книжка була натхненна історією еміграції її матері, а історія Есме виникла безпосередньо з розмов із мамою про те, як це — бути бідною у В’єтнамі та яким було її перше враження від приїзду до США. Хоанг описує роман «Випробування нареченої» як «суміш фільмів "Зелена карта" і "Чотири весілля та похорон", — але з аутизмом». Роман «Випробування нареченої» отримав позитивні відгуки від Publishers Weekly та Kirkus Reviews.
Третя книжка Хоанг із цієї серії, роман «Принцип серця», вийшла 2021 року. Хоанг описує його як «щось середнє між гендерно переосмисленою"Сабріною" та "Скажи хоч щось"».

## Особисте життя
Хоанг виросла у Міннесоті, перш ніж переїхати до Каліфорнії. Її мати — в'єтнамська іммігрантка.
У дитинстві Хоанг мала соціальну тривожність, і саме це спонукало її звернутися до любовних романів як до способу втечі, що гарантував щасливий фінал. Під час зустрічі з вихователькою доньки у дитячому садку Хоанг дізналася, що її донька має розлад аутичного спектра. Вона досліджувала аутизм і зрозуміла, що сама теж має аутизм. Це вплинуло на розвиток роману «Коефіцієнт поцілунку» та її наступних книжок.
Вона здобула ступінь бакалавра з бізнесу та перш ніж стати письменницею працювала у фінансовій сфері після коледжу.
Хоанг живе в Сан-Дієго з чоловіком та двома дітьми.

## Переклади українською
- Хоанг, Гелен (2024). Випробування нареченої. Коефіцієнт поцілунку #2. Т. 2. Переклад: Шевченко, Анна. Віват. с. 336. ISBN 9786171706675.
- Хоанг, Гелен (2020). Коефіцієнт поцілунку. Коефіцієнт поцілунку #1. Т. 1. Переклад: Беззадіна, Дар'я. Віват. с. 304. ISBN 9789669821409.